# Louis-Alexandre de Thuin
Louis-Alexandre de Thuin, né le 14 juillet 1822 à Morlanwelz et mort le 29 janvier 1872 à Mons, est un ingénieur, architecte et archéologue belge.

## Biographie
D'une ancienne famille du Hainaut qui a donné à la ville de Mons des magistrats et artistes renommés, Louis-Alexandre de Thuin est le fils d'Antoine Augustin de Thuin, receveur des contributions, et de Catherine Sophie Lebrun. Il est le cousin du sénateur et bourgmestre Auguste-Désiré de Thuin. 
Après de brillantes études, il sort premier de l'École des mines du Hainaut en 1841 et commence sa carrière comme ingénieur au charbonnage de Dampremy.
Appelé au service de l'Administration provinciale, il est nommé architecte et commissaire-voyer de l'arrondissement de Tournai de 1844 à 1856. Il occupe par la suite les mêmes fonctions dans les arrondissements de Charleroi et de Thuin de 1856 à 1861, année où il passe commissaire-voyer des arrondissements de Mons, de Tournai et d'Ath.
Sous ses plans et sa direction, de nombreux édifices civils et religieux sont construits dans la province de Hainaut. On lui doit notamment la construction de plusieurs églises.
Membre du Cercle archéologique de Mons, il publie divers travaux, notamment sur la collégiale Sainte-Waudru, sur le château de Mons et sur la topographie de la ville de Mons. Dethuin avait recueilli des documents afin d'écrire une histoire de l'architecture romane dans le Hainaut, mais une mort prématurée ne lui permit pas de la publier.

## Œuvre
- Église Sainte-Madeleine (Boussoit)
- Église Saint-Piat (Froidmont)
- Église Saint-Ghislain (Molenbaix)
- Église Saint-Hilaire (Thimougies)
- Chapelle de Wez
- Hospice de Templeuve

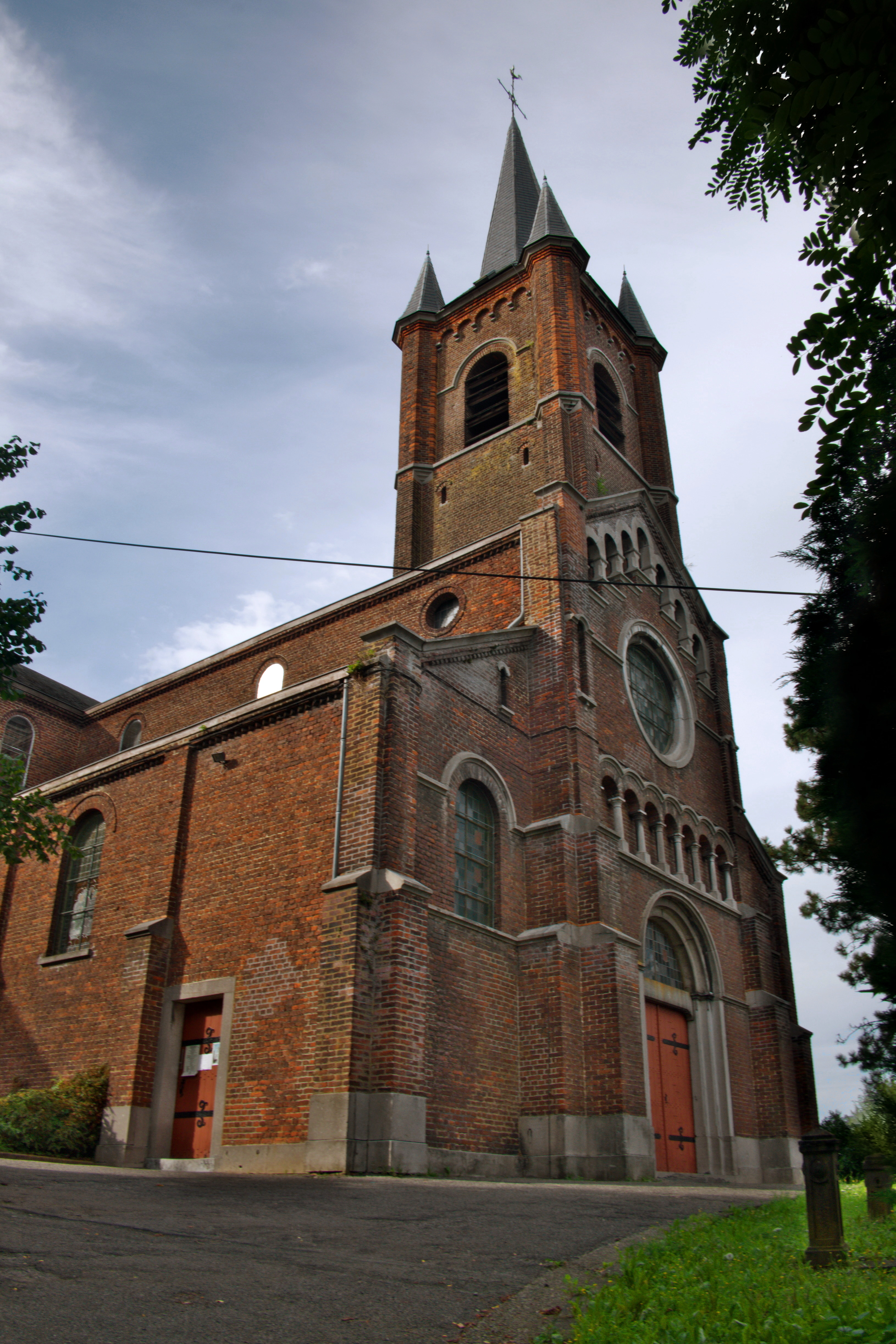
Église Sainte-Madeleine (Boussoit).
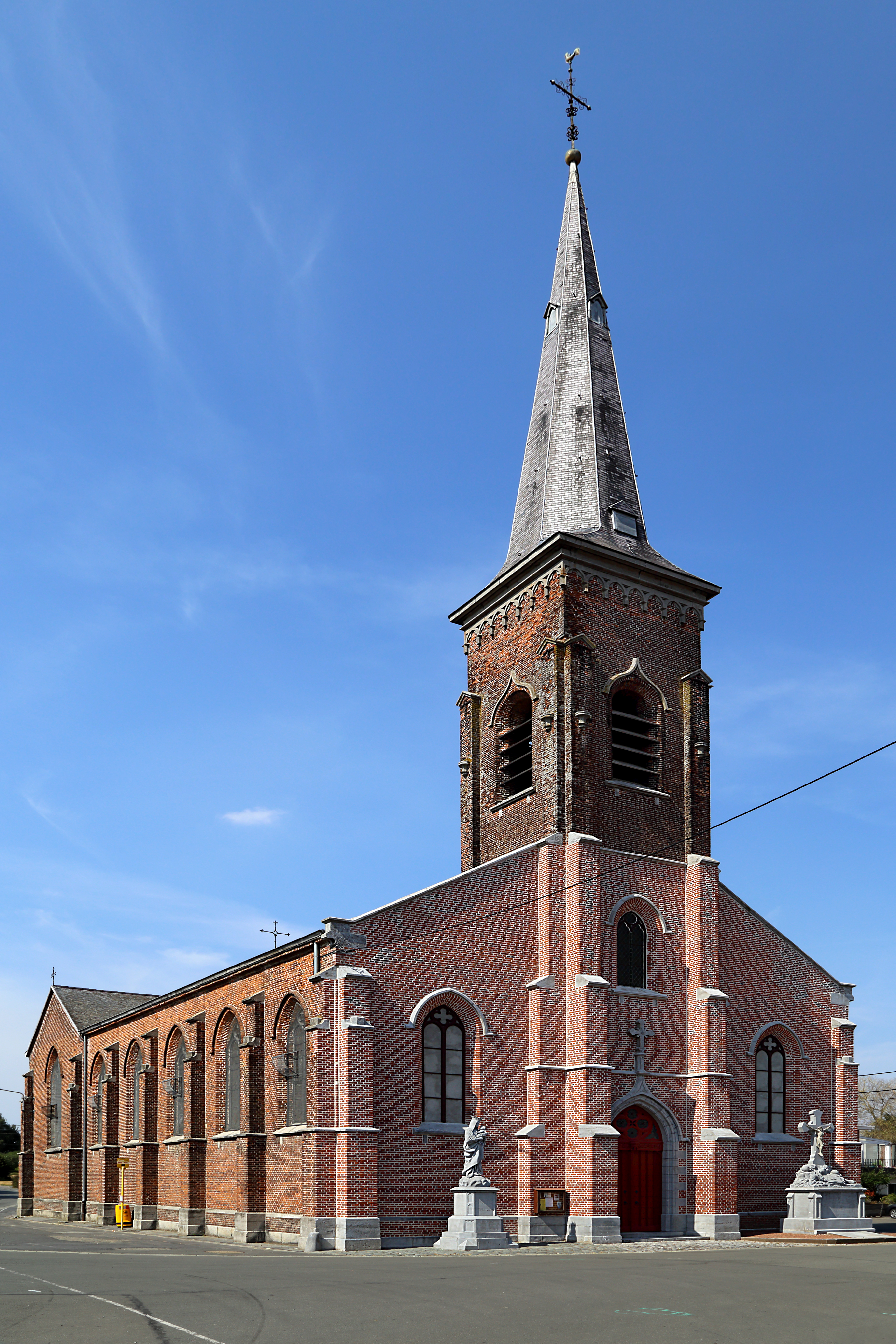
Église Saint-Ghislain (Molenbaix).
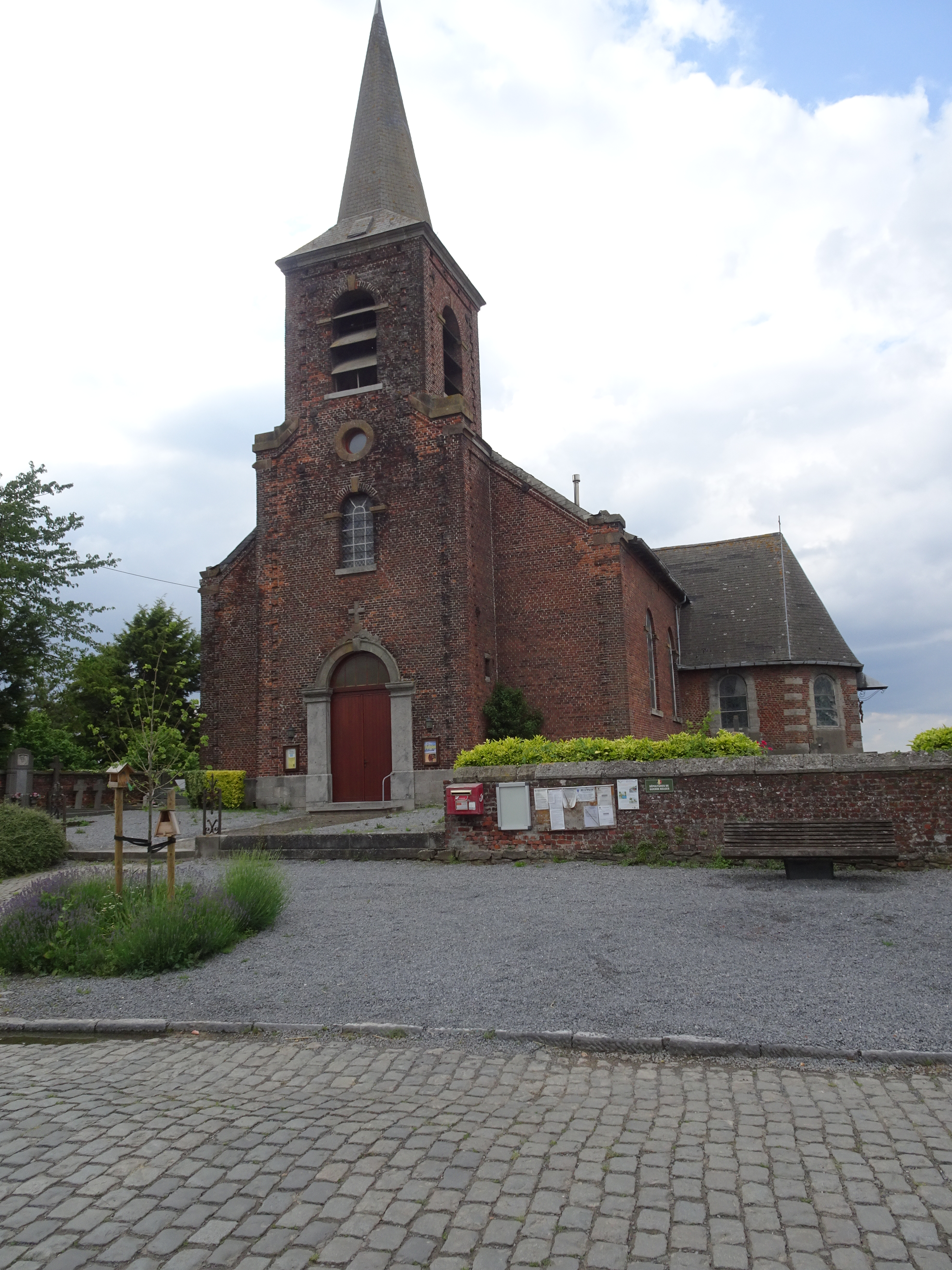
Église Saint-Hilaire (Thimougies).

## Littérature
- Biographie nationale de Belgique, volume 25, Académie royale de Belgique
- E. Matthieu, Biographie du Hainaut, tome II, Enghien, 1902-1908
- Bibliographia Belgica, volumes 72 à 75, Commission belge de bibliographie
- Théodore Bernier, Dictionnaire géographique, historique, archéologique, biographique et bibliographique du Hainaut, Manceaux, 1879

- Notice dans un dictionnaire ou une encyclopédie généraliste :   - Biographie nationale de Belgique